# Molecules
Molecules – czasopismo naukowe zawierające artykuły dotyczące badań z dziedziny chemii organicznej (syntezy chemicznej) oraz chemii produktów naturalnych. Wydawane jest od 1996 roku przez międzynarodową organizację Molecular Diversity Preservation International (MDPI) w języku angielskim jako czasopismo o otwartym dostępie.
Jego impact factor w 2014 wynosił 2,416.
Redaktorem naczelnym jest dr Derek J. McPhee